# Droga wojewódzka 698
Die Droga wojewódzka 698 (DW 698) ist eine 107 Kilometer lange Droga wojewódzka (Woiwodschaftsstraße) in der polnischen Woiwodschaft Masowien und der Woiwodschaft Lebus, die Siedlce mit Terespol verbindet. Die Strecke liegt in der kreisfreien Stadt Siedlce, im Powiat Siedlecki, im Powiat Łosicki und im Powiat Bialski.

## Streckenverlauf
Woiwodschaft Masowien, Kreisfreie Stadt Siedlce
-  Siedlce (Siedlce) (DK 2, DK 63, DW 803)

Woiwodschaft Masowien, Powiat Siedlecki
- Stok Lacki
- Pruszyn-Pieńki
- Wyczółki
- Mordy
- Głuchów
- Wojnów

Woiwodschaft Masowien, Powiat Łosicki
-  Łosice (Siedlce) (DK 19)
- Chotycze
- Łuzki
- Rudka
- Stara Kornica
- Wólka Nosowska

Woiwodschaft Lublin, Powiat Bialski
-  Konstantynów (DW 811)
- Stary Pawłów
- Janów Podlaski
- Werchlis
- Błonie
- Zaczopki
- Pratulin
- Bohukały
- Krzyczew
- Neple
-  Kukuryki (DK 68)
- Lechuty Małe
- Łobaczew Duży
-  Terespol (DK 2, DW 816)